# 6756 Williamfeldman
6756 Williamfeldman eller 1978 VX3 är en asteroid i huvudbältet som upptäcktes den 7 november 1978 av de båda amerikanska astronomerna Eleanor F. Helin och Schelte J. Bus vid Palomarobservatoriet. Den är uppkallad efter William C. Feldman.
Asteroiden har en diameter på ungefär 4 kilometer.